# Mesochorus limbatus
Mesochorus limbatus là một loài tò vò trong họ Ichneumonidae.